# Centre PEN Turquie
Centre PEN Turquie est le siège de PEN International en Turquie. L'association a été fondée en avril 1950 sous la direction de l'écrivain Halide Edip Adıvar, qui a participé au congrès du PEN à Budapest.
Après le coup d'État du 12 septembre 1980, elle dut suspendre ses activités comme d'autres associations en Turquie. Plus tard, en 1988, elle a poursuivi ses activités grâce aux initiatives d'Aziz Nesin, président de l'Union des écrivains turcs.

## Présidents
- Halide Edip Adıvar
- Refik Halit Karay
- Sabri Esat Siyavuşgil
- Yaşar Nabi Nayır
- Tahsin Yücel
- Yaşar Kemal
- Şükran Kurdakul
- Alpay Kabacalı
- Nebile Direkçigil
- Üstün Akmen
- Vecdi Sayar
- İnci Aral
- Tarık Günersel
- Zeynep Oral.